# Горње Луге
Горње Луге је насеље у општини Андријевица у Црној Гори. Према попису из 2003. било је 150 становника (према попису из 1991. било је 171 становника).

## Демографија
У насељу Горње Луге живи 121 пунолетни становник, а просечна старост становништва износи 41,5 година (38,2 код мушкараца и 45,9 код жена). У насељу има 48 домаћинстава, а просечан број чланова по домаћинству је 3,13.
Ово насеље је углавном насељено Србима (према попису из 2003. године).
|  |

| Демографија | Демографија | Демографија |
| Година      | Становника  | Становника  |
| ----------- | ----------- | ----------- |
|             |             |             |
|             |             |             |
|             |             |             |
|             |             |             |
| 1948.       | 239         |             |
| 1953.       | 261         |             |
| 1961.       | 239         |             |
| 1971.       | 199         |             |
| 1981.       | 163         |             |
| 1991.       | 171         | 170         |
| 2003.       | 165         | 150         |
|             |             |             |

| Етнички састав према попису из 2003.‍ | Етнички састав према попису из 2003.‍ | Етнички састав према попису из 2003.‍ | Етнички састав према попису из 2003.‍ | Етнички састав према попису из 2003.‍ |
| ------------------------------------ | ------------------------------------ | ------------------------------------ | ------------------------------------ | ------------------------------------ |
|                                      |                                      |                                      |                                      |                                      |
| Срби                                 | Срби                                 |                                      | 102                                  | 68,0%                                |
| Црногорци                            | Црногорци                            |                                      | 39                                   | 26,0%                                |
| Југословени                          | Југословени                          |                                      | 1                                    | 0,66%                                |
| непознато                            | непознато                            |                                      | 1                                    | 0,66%                                |

| Година пописа     | 1948. | 1953. | 1961. | 1971. | 1981. | 1991. | 2003. |
| ----------------- | ----- | ----- | ----- | ----- | ----- | ----- | ----- |
| Број домаћинстава | 48    | 51    | 54    | 47    | 36    | 45    | 50    |

| Број чланова      | 1  | 2  | 3  | 4 | 5  | 6 | 7 | 8 | 9 | 10 и више | Просек |
| ----------------- | -- | -- | -- | - | -- | - | - | - | - | --------- | ------ |
| Број домаћинстава | 48 | 13 | 11 | 3 | 11 | 5 | 1 | 2 | 1 | 1         | 0      |

| Пол    | Укупно | Неожењен/Неудата | Ожењен/Удата | Удовац/Удовица | Разведен/Разведена | Непознато |
| ------ | ------ | ---------------- | ------------ | -------------- | ------------------ | --------- |
| Мушки  | 71     | 32               | 35           | 2              | 1                  | 1         |
| Женски | 57     | 9                | 36           | 10             | 2                  | 0         |
| УКУПНО | 128    | 41               | 71           | 12             | 3                  | 1         |

| Пол    | Укупно                    | Пољопривреда, лов и шумарство | Рибарство                            | Вађење руде и камена | Прерађивачка индустрија       |
| ------ | ------------------------- | ----------------------------- | ------------------------------------ | -------------------- | ----------------------------- |
| Мушки  | 17                        | 1                             | 0                                    | 0                    | 0                             |
| Женски | 10                        | 0                             | 0                                    | 0                    | 2                             |
| УКУПНО | 27                        | 1                             | 0                                    | 0                    | 2                             |
| Пол    | Производња и снабдевање   | Грађевинарство                | Трговина                             | Хотели и ресторани   | Саобраћај, складиштење и везе |
| Мушки  | 2                         | 2                             | 3                                    | 0                    | 4                             |
| Женски | 0                         | 0                             | 3                                    | 0                    | 0                             |
| УКУПНО | 2                         | 2                             | 6                                    | 0                    | 4                             |
| Пол    | Финансијско посредовање   | Некретнине                    | Државна управа и одбрана             | Образовање           | Здравствени и социјални рад   |
| Мушки  | 1                         | 0                             | 0                                    | 2                    | 0                             |
| Женски | 0                         | 0                             | 0                                    | 3                    | 0                             |
| УКУПНО | 1                         | 0                             | 0                                    | 5                    | 0                             |
| Пол    | Остале услужне активности | Приватна домаћинства          | Екстериторијалне организације и тела | Непознато            | Непознато                     |
| Мушки  | 2                         | 0                             | 0                                    | 0                    | 0                             |
| Женски | 0                         | 0                             | 0                                    | 2                    | 2                             |
| УКУПНО | 2                         | 0                             | 0                                    | 2                    | 2                             |

## Познати из Луге
- Драгомир Дале Ћулафић[4]